# La Saeta
La Saeta fue el avión privado del Real Madrid Club de Fútbol los años 2007 y 2008, para los desplazamientos tanto del primer equipo de fútbol, como del de baloncesto, siendo el primer avión destinado específicamente para dichos viajes.

## Historia
El avión se consiguió gracias a un acuerdo con la compañía aérea Swiftair y fue bautizado con el nombre de «La Saeta» en honor al exfutbolista y Presidente de Honor del club, Alfredo Di Stéfano. El vuelo inaugural que tuvo lugar el 2 de septiembre de 2007 trasladó a la expedición madridista a Roma, donde el equipo disputó un partido correspondiente a la Liga de Campeones. El acto de inauguración fue presidido por el propio Di Stéfano en una ceremonia a la que asistieron los capitanes de las secciones de fútbol y baloncesto del club: Raúl González, Iker Casillas, «Guti» y «Míchel» Salgado representando al equipo de fútbol y Louis Bullock y Felipe Reyes por el de baloncesto.
El modelo de avión fue un McDonnell Douglas MD-80 del modelo MD-83, y aunque su capacidad inicial era de 170 asientos se redujo a 139 plazas para dar una mayor comodidad a sus ocupantes aumentando el espacio entre los asientos de 73 a 91 centímetros. De carácter Business Class, contaba con su propia tripulación.
En el año 2008, con apenas un año de vida, el club decidió suspender el contrato con Swiftair al enterarse de que mientras el club no hacía uso del avión la compañía lo utilizaba con fines militares de transporte de tropas así como en tareas de deportación de inmigrantes africanos, hecho que consideraron en el club como un deterioro de su imagen.
Desde entonces el club volvió a contratar vuelos chárter para sus desplazamientos, modernizando estos con el modelo de avión Airbus A320.